# Genoveva Schauer

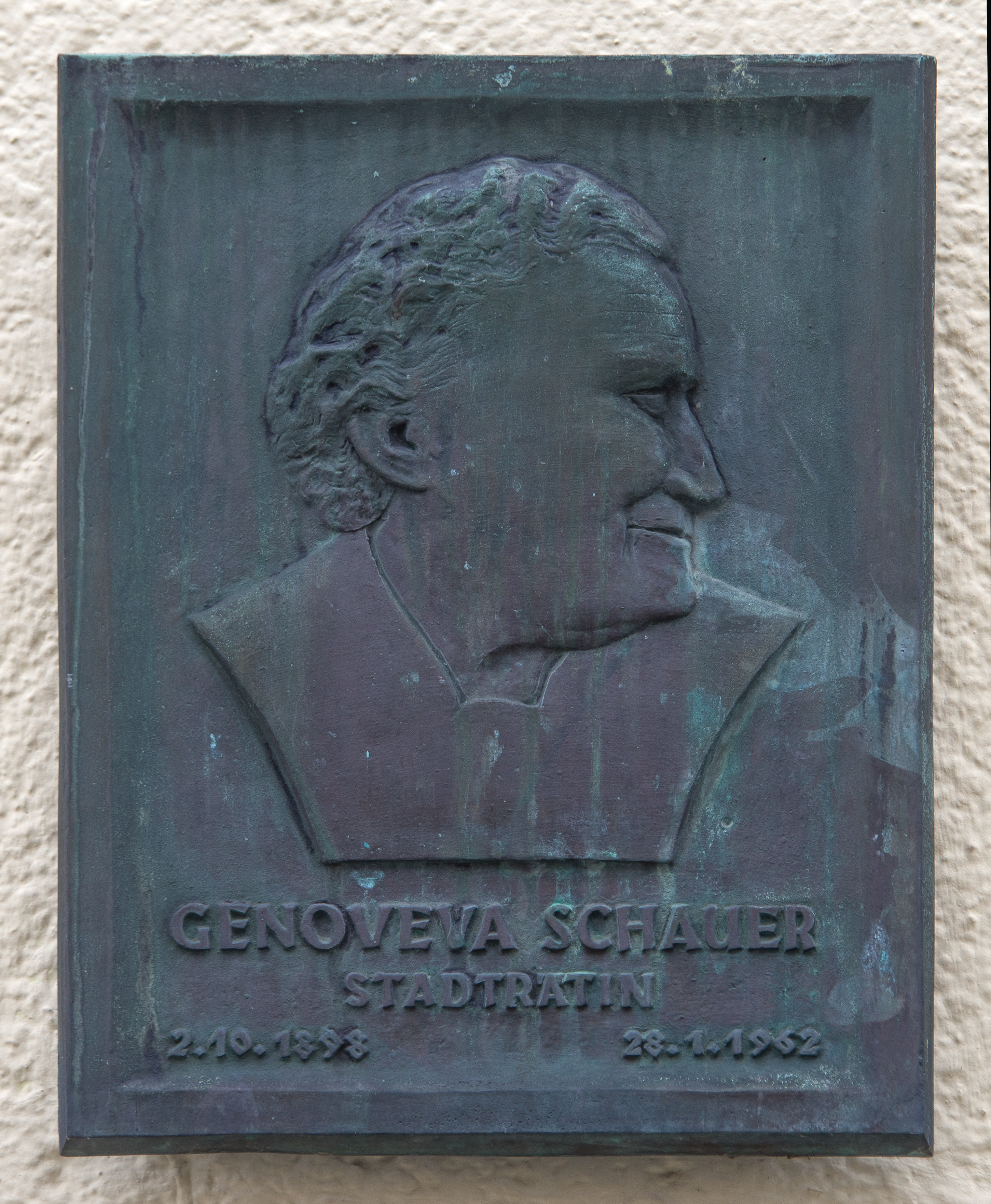
Gedenktafel für Genoveva Schauer, München Wörthstraße

Genoveva Schauer (* 2. Oktober 1898 in Dachau; † 28. Januar 1962 in München) war eine Stadträtin in München.
Schauer war Inhaberin einer Teppichweberei. Ihr politisches Engagement begann sie im Jahr 1920 mit dem Beitritt zur Gewerkschaft. Im Jahr 1924 folgte ihr Eintritt in die SPD. Bereits früh setzte sie sich für soziale Belange ein.
Nach dem Ende des Zweiten Weltkriegs wurde sie zunächst Distriktvorsteherin, später Bezirksausschussvorsitzende im Münchener Stadtbezirk Haidhausen-Süd. Gegen den Willen des Stadtrates setzte sie den Wiederaufbau der Wörthschule in ihrem Bezirk durch.
Im Jahr 1953 wurde Schauer dann in den Münchener Stadtrat gewählt, dem sie bis zu ihrem Tod angehörte. Mit ihrem Einsatz für soziale Aufgaben erwarb sie sich schnell den Ruf der Stadtmutter. Ebenso setzte sie sich als Mutter der Polizei nachhaltig für die Verbesserung der Arbeitsbedingungen der damals noch städtischen Sicherheitskräfte ein.
Genoveva Schauer starb am 28. Januar 1962 im Alter von 63 Jahren.
An ihrem ersten Todestag enthüllte Oberbürgermeister Hans-Jochen Vogel eine an sie erinnernde Gedenktafel an der Wörthschule. Im Januar 1998 wurde im Stadtteil Haidhausen unweit ihrer ehemaligen Wohnung ein Platz nach ihr benannt.
Sie wurde auf dem Friedhof Haidhausen begraben. Grabnummer 17-2-26.